# Margareta i Kumla
Margareta i Kumla, (Margareta of Kumla) (... – dopo il 1628), è stata una mistica e profeta svedese.
Conosciuta anche come Sibyl of Kumla ('Profetessa di Kumla'), o Kumlapigan ('Maid of Kumla'), fu anche una visionaria e affermò di essere posseduta. Attirò pellegrini da tutta la Svezia quando affermò di essere una portavoce degli angeli.

## Biografia
Margareta nacque da Johannes Laurentii, vicario di Kumla dal 1619. Nel 1626 Margareta, ormai adolescente, affermò di avere avuto una visione di un uccello bianco e di un uomo nero. L'uomo nero cercò di convincerla ad abbandonare le sue convinzioni. Nello stesso periodo il vicariato e la chiesa di Kumla sperimentarono il fenomeno del poltergeist.
Il 30 ottobre 1626 Margareta pronunciò una bestemmia e invocò Satana. In seguito affermò di aver ricevuto la visita di sette diavoli di alto rango. Il 22 ottobre affermò di essere stata visitata da tre angeli con candele accese, tra cui l'Arcangelo Michele. Dopo questo, rimase incosciente per 24 ore. Quando si svegliò, affermò che angeli e diavoli avevano combattuto per la sua anima e che aveva visto la "Gloria del Signore". Tra il 9 dicembre 1626 e il 3 gennaio 1627 affermò di essere stata visitata da una litania di angeli. Affermò che ora era diventata il canale degli angeli e che ciò che avrebbe detto d'ora in poi erano le loro parole attraverso di lei. Margareta predisse che la guerra tra polacchi e svedesi sarebbe stata interrotta da un miracolo in Polonia. Ebbe visioni del Sole e delle stelle. Emise anche istruzioni sull'abbigliamento: condannò l'uso di guardinfante, della gorgiera (abbigliamento) per i vicari, un numero di colori diversi e promosse l'amido bianco prima del blu, facendo riferimento alle opinioni di Dio: nella questione dell'amido, per esempio, spiegò che l'amido blu era il vomito di Satana, mentre il bianco era gradito al Signore.
Le visioni di Margareta la resero famosa a livello nazionale. Fu chiamata la profetessa di Kumla e attirò pellegrinaggi da tutto il paese verso il vicariato di Kumla, tra cui anche parte del clero. Influenzati dal poltergeist e dalle visioni di Margareta, nella canonica, i pellegrini presumibilmente videro fuochi e udirono grida e cori celesti. Un noto incidente fu quello in cui Margareta avrebbe compiuto un miracolo quando, secondo quanto riferito, avrebbe curato un ragazzo dalla sordità, sostenendo che fu l'arcangelo Gabriele a curare il ragazzo attraverso di lei. Infine, Margareta dichiarò che gli angeli le promisero di dettarle una lettera che doveva essere consegnata al re, da parte di suo padre.
Su questo argomento al vescovo Laurentius Paulinus Gothus fu affidato il compito di indagare. L'oggetto principale delle attività di Margareta da parte delle autorità non erano le sue rivelazioni o i suoi messaggi, poiché gli argomenti della sua predicazione erano in realtà condivisibili e in effetti accettabili dalla chiesa: il problema era il fatto che predicava a tutti, a prescindere dal suo sesso. Il 10 febbraio 1628 il re Gustavo Adolfo di Svezia ordinò che la sua "stoltezza e follia" fosse interrotta: tutti i pellegrinaggi verso di lei dovevano essere interrotti con la minaccia dell'imprigionamento e lei stessa doveva essere imprigionata se non avesse interrotto i suoi discorsi. Questo ordine pose fine alla vicenda: i pellegrinaggi a Kumla si fermarono e Margareta apparentemente non predicò più. Nel 1629, suo padre riferì formalmente al vescovo che il diavolo aveva tormentato la sua parrocchia e sua figlia, e in una riunione in chiesa nel 1630, il caso di Margareta i Kumla fu descritto come di possessione demoniaca. È quindi probabile che la chiesa abbia eseguito su di lei un esorcismo.

## Conseguenze post mortem
Le visioni di Margareta i Kumla furono famose in Svezia nel XVII secolo. Le sue visioni e i presunti incontri con demoni e angeli vennero descritti dal vescovo Laurentius Paulinus Gothus, in una riunione del clero svedese nel 1629, e pubblicati nel 1642.

### Ulteriore lettura
- Margareta Johansdotter at Svenskt kvinnobiografiskt lexikon